# Sao nhập ngũ (mùa 11)
Mùa thứ 11 của chương trình Sao nhập ngũ với tên gọi Sao nhập ngũ 2020: Nữ chiến binh được phát sóng trên kênh QPVN từ ngày 6 tháng 12 năm 2020 đến ngày 21 tháng 3 năm 2021. Mùa này có sự tham gia của các nghệ sĩ Nam Thư, Diệu Nhi, Dương Hoàng Yến, Hậu Hoàng, Khánh Vân, Kỳ Duyên; họ được huấn luyện bởi Thượng úy Nguyễn Việt Long tại Lữ đoàn Đặc công 429, Binh chủng Đặc công, Quân đội nhân dân Việt Nam.

## Nhân vật chính
| Tên nhân vật               | Nghề nghiệp | Cấp bậc   | Vai trò              |
| -------------------------- | ----------- | --------- | -------------------- |
| Nguyễn Việt Long           | Quân nhân   | Thượng úy | Mũi trưởng           |
| Trần Thị Nam Thư           | Diễn viên   |           | Nhân vật trải nghiệm |
| Trần Thị Diệu Nhi          | Diễn viên   |           | Nhân vật trải nghiệm |
| Dương Hoàng Yến            | Ca sĩ       |           | Nhân vật trải nghiệm |
| Hoàng Thúy Hậu (Hậu Hoàng) | YouTuber    |           | Nhân vật trải nghiệm |
| Đỗ Khánh Vân               | Diễn viên   |           | Nhân vật trải nghiệm |
| Nguyễn Cao Kỳ Duyên        | Người mẫu   |           | Nhân vật trải nghiệm |

## Các tập phát sóng
| Tập | Tiêu đề                       | Ngày phát sóng       | TK     |
| --- | ----------------------------- | -------------------- | ------ |
| 1 | "Quyết tâm"                   | 6 tháng 12 năm 2020  | [ 2 ]  |
| - Mở đầu huấn luyện |                               |                      |        |
| 2 | "Báo cáo - Tôi sợ"            | 13 tháng 12 năm 2020 | [ 3 ]  |
| - Nhảy xa - Chào điều lệnh |                               |                      |        |
| 3 | "Hạ cánh nơi anh"             | 20 tháng 12 năm 2020 | [ 4 ]  |
| - Chào điều lệnh (tiếp) - Chạy 1000m |                               |                      |        |
| 4 | "Cá nhân hay tập thể"         | 27 tháng 12 năm 2020 | [ 5 ]  |
| - Sinh hoạt tổ - Thể dục buổi sáng - Huấn luyện võ chiến đấu đặc công                                                                                                |                               |                      |        |
| 5 | "Chấn thương của Nam Thư"     | 3 tháng 1 năm 2021   | [ 6 ]  |
| - Huấn luyện võ chiến đấu đặc công (tiếp) - Vượt tường bằng xà đẩy                                                                                                   |                               |                      |        |
| 6 | "Tiểu Lý Phi Sao"             | 10 tháng 1 năm 2021  | [ 7 ]  |
| - Vượt tường bằng xà đẩy (tiếp) - Huấn luyện phi sao, phi tiêu - Huấn luyện leo dây ngang                                                                            |                               |                      |        |
| 7 | "Đêm ở đơn vị"                | 16 tháng 1 năm 2021  | [ 8 ]  |
| - Huấn luyện leo dây ngang (tiếp) - Học bài hát truyền thống của đơn vị - Gác đêm                                                                                    |                               |                      |        |
| 8 | "Đi tiếp hay dừng lại"        | 23 tháng 1 năm 2021  | [ 9 ]  |
| - Gác đêm (tiếp) - Thể dục sáng - Huấn luyện vận động chiến trường                                                                                                   |                               |                      |        |
| 9 | "Nhi ơi đừng sợ!"             | 30 tháng 1 năm 2021  | [ 10 ] |
| - Huấn luyện vận động chiến trường (tiếp) - Huấn luyện khắc phục vật cản - Huấn luyện kỹ thuật đánh vào lô cốt địch                                                  |                               |                      |        |
| 10 | "Hoàng Hậu mất tích"          | 7 tháng 2 năm 2021   | [ 11 ] |
| - Huấn luyện kỹ thuật đánh vào lô cốt địch (tiếp) - Huấn luyện vượt vật cản K16 - Huấn luyện leo dây ngang qua hồ                                                    |                               |                      |        |
| 11 | "Vịt xiêm lột xác"            | 14 tháng 2 năm 2021  | [ 12 ] |
| - Huấn luyện leo dây ngang qua hồ (tiếp) - Huấn luyện bắn súng Micro-Uzi - Huấn luyện kỹ thuật tụt dây vượt tường                                                    |                               |                      |        |
| 12 | "Đột kích khách sạn hoa hồng" | 20 tháng 2 năm 2021  | [ 13 ] |
| - Huấn luyện kỹ thuật tụt dây vượt tường (tiếp) - Huấn luyện võ chiến đấu đặc công - Huấn luyện võ khí công                                                          |                               |                      |        |
| 13 | "Sức mạnh của 7 gấu"          | 28 tháng 2 năm 2021  | [ 14 ] |
| - Huấn luyện võ khí công (tiếp) - Huấn luyện cấp cứu thương binh |                               |                      |        |
| 14 | "Trước giờ G"                 | 7 tháng 3 năm 2021   | [ 15 ] |
| - Huấn luyện cấp cứu thương binh (tiếp) - Sinh hoạt tiểu đội - Hành quân                                                                                             |                               |                      |        |
| 15 | "Tiến về phía trước"          | 14 tháng 3 năm 2021  | [ 16 ] |
| - Hành quân (tiếp) |                               |                      |        |
| 16 | "Không thể nào quên"          | 21 tháng 3 năm 2021  | [ 17 ] |
| - Huấn luyện võ chiến đấu tay không - Huấn luyện võ đặc công chống khủng bố - Huấn luyện dùng súng bắn tỉa Galil - Lễ tổng kết công bố kết quả chung cuộc và ra quân |                               |                      |        |

## Kết quả các phần thi

### Ngày 1
- Nhảy xa

| Hạng | Tên       | Kết quả | Xếp loại |
| ---- | --------- | ------- | -------- |
| 1    | Khánh Vân | 3m20    | Chưa đạt |
| 2    | Nam Thư   | 2m85    | Chưa đạt |
| 3    | Thúy Hậu  | 2m70    | Chưa đạt |
| 4    | Diệu Nhi  | 2m30    | Chưa đạt |
| 5    | Hoàng Yến | 2m25    | Chưa đạt |
| 6    | Kỳ Duyên  | 0m      | Chưa đạt |

- Chào điều lệnh

| Hạng | Tên       | Kết quả  | Xếp loại |
| ---- | --------- | -------- | -------- |
| 1    | Nam Thư   | 8,5 điểm | Đạt      |
| 2    | Thúy Hậu  | 8,0 điểm | Đạt      |
| 3    | Hoàng Yến | 8,0 điểm | Đạt      |
| 4    | Diệu Nhi  | 7,5 điểm | Đạt      |
| 5    | Kỳ Duyên  | 7,0 điểm | Đạt      |
| 6    | Khánh Vân | 4,0 điểm | Chưa đạt |

- Chạy 1000m

| Hạng | Tên       | Kết quả        | Xếp loại |
| ---- | --------- | -------------- | -------- |
| 1    | Thúy Hậu  | 6 phút 11 giây | Đạt      |
| 2    | Khánh Vân | 6 phút 22 giây | Đạt      |
| 3    | Kỳ Duyên  | 6 phút 38 giây | Đạt      |
| 4    | Hoàng Yến | 7 phút 20 giây | Đạt      |
| 5    | Nam Thư   | 7 phút 45 giây | Đạt      |
| 6    | Diệu Nhi  | 7 phút 51 giây | Đạt      |

## Kết quả từng ngày

### Ngày 1
| Hạng | Tên       | Kỷ luật | Thể lực | Quân sự | Tổng |
| ---- | --------- | ------- | ------- | ------- | ---- |
| 1    | Nam Thư   | 7,0     | 7,0     | 8,5     | 22,5 |
| 1    | Thúy Hậu  | 6,5     | 8,0     | 8,0     | 22,5 |
| 2    | Hoàng Yến | 6,5     | 7,5     | 8,0     | 22,0 |
| 3    | Diệu Nhi  | 6,5     | 7,0     | 7,5     | 21,0 |
| 3    | Khánh Vân | 6,5     | 8,5     | 6,0     | 21,0 |
| 4    | Kỳ Duyên  | 6,5     | 6,0     | 7,5     | 20,0 |

### Ngày 2
| Hạng | Tên       | Kỉ luật | Thể lực | Quân sự | Tổng |
| ---- | --------- | ------- | ------- | ------- | ---- |
| 1    | Kỳ Duyên  | 7,5     | 7,5     | 8,0     | 23,0 |
| 1    | Diệu Nhi  | 7,0     | 8,0     | 8,0     | 23,0 |
| 2    | Thúy Hậu  | 6,0     | 8,0     | 8,0     | 22,0 |
| 3    | Hoàng Yến | 6,0     | 7,5     | 7,5     | 21,0 |
| 4    | Khánh Vân | 6,0     | 7,0     | 7,0     | 20,0 |
| 5    | Nam Thư   | 6,5     | X       | 6,5     | 12,5 |

### Ngày 3
| Hạng | Tên       | Kỉ luật | Thể lực | Quân sự | Tổng |
| ---- | --------- | ------- | ------- | ------- | ---- |
| 1    | Kỳ Duyên  | 6,0     | 8,0     | 8,5     | 22,5 |
| 1    | Diệu Nhi  | 7,5     | 7,0     | 8,0     | 22,5 |
| 2    | Hoàng Yến | 7,5     | 7,5     | 7,0     | 22,0 |
| 2    | Khánh Vân | 7,5     | 7,5     | 7,0     | 22,0 |
| 2    | Thúy Hậu  | 6,0     | 8,0     | 8,0     | 22,0 |
| 3    | Nam Thư   | 7,0     | 6,0     | 7,5     | 20,5 |

### Ngày 4
| Hạng | Tên       | Kỉ luật | Thể lực | Quân sự | Tổng |
| ---- | --------- | ------- | ------- | ------- | ---- |
| 1    | Nam Thư   | 7,0     | 7,5     | 7,5     | 22,0 |
| 1    | Diệu Nhi  | 7,5     | 7,5     | 7,0     | 22,0 |
| 1    | Hoàng Yến | 7,0     | 7,0     | 8,0     | 22,0 |
| 1    | Kỳ Duyên  | 7,5     | 7,5     | 7,0     | 22,0 |
| 2    | Thúy Hậu  | 7,0     | 7,0     | 7,0     | 21,0 |
| 3    | Khánh Vân | 7,0     | 7,0     | 6,5     | 20,5 |

### Ngày 5
| Hạng | Tên       | Kỉ luật | Thể lực | Quân sự | Tổng |
| ---- | --------- | ------- | ------- | ------- | ---- |
| 1    | Khánh Vân | 7,5     | 8,5     | 8,5     | 24,5 |
| 1    | Kỳ Duyên  | 7,5     | 9,0     | 8,0     | 24,5 |
| 2    | Nam Thư   | 7,5     | 7,5     | 8,0     | 23,0 |
| 2    | Diệu Nhi  | 7,5     | 7,5     | 8,0     | 23,0 |
| 2    | Hoàng Yến | 7,5     | 7,0     | 8,5     | 23,0 |
| 2    | Thúy Hậu  | 7,5     | 7,0     | 8,5     | 23,0 |

## Kết quả chung cuộc
- Giải nhất: Kỳ Duyên
- Giải nhì: Thúy Hậu, Diệu Nhi
- Giải ba: Nam Thư, Khánh Vân, Hoàng Yến